# José Antonio Rodríguez Lopez
Jose Antonio Rodríguez Lopez (Megeces, provincia de Valladolid, 12 de febrero de 1938) es un exfutbolista Español profesional entre 1958 y 1968.

## Trayectoria deportiva
Sus inicios futbolísticos comenzaron en la Sociedad Deportiva Deusto,  en sus categorías juveniles, equipo de la localidad donde residió desde su infancia. Desde aquí dio el salto al Club Deportivo Basconia,  equipo que en aquel entonces competía en Segunda División. Después de una temporada en dicho club, se traslada a Madrid, siendo fichado por el Rayo Vallecano, donde permanece solamente por una temporada, ya que es traspasado al Atlético de Madrid, donde comenzará su trayectoria en la máxima categoría en la temporada 1960/61, equipo en el que permanecerá durante cuatro temporadas.
Esa primera temporada, 1960/61, debuta en Primera División con el Atlético de Madrid, consiguiendo la Copa del Generalísimo, título que le llevó a participar en la obtención en la siguiente temporada, 1961/62, de la Recopa de Europa ante la Fiorentina. En la siguiente temporada 1962/63, el equipo disputa nuevamente la final de la Recopa, cediendo en este caso el título ante el Tottenham inglés. Tras cuatro temporadas consecutivas jugando en el equipo colchonero, la temporada 1964/65 ficha por el Elche Club de Fútbol, que en ese momento competía en Primera División, consiguiendo el octavo puesto en Liga. Tras esa temporada juega durante dos temporadas en el Hércules Club de Fútbol,  donde en su primera temporada consigue el ascenso a Primera División, disputando un total de 20 partidos.
Tras su paso por los conjuntos madrileños y alicantinos, y antes de su definitiva retirada de los terrenos de juego como jugador, disputó una última temporada, 1967/68, en el Burgos Club de Fútbol, en la Segunda División española.
En su palmarés como rojiblanco figuran una Recopa y una Copa del Generalísimo. Como jugador Herculano tiene en su currículum el haber conseguido el ascenso a la categoría de Oro del Fútbol Español.
En el Atlético jugó un total de cuatro temporadas, en las que disputó 3100 minutos oficiales en cuatro competiciones ( Recopa,  Copa de Ferias, Liga y Copa).
Con el conjunto rojiblanco ganó en 1960 la Copa del Generalísimo, primer título del Atlético en esta competición, un título que repitió un año más tarde y que le condujo a participar en la obtención en 1962 de la Recopa de Europa ante la Fiorentina, primer título continental del club.

## Equipos
- Club Deportivo Basconia (1958-1959)
- Rayo Vallecano de Madrid (1959-1960)
- Atlético de Madrid (1960-1964)
- Elche Club de Fútbol (1964-1965)
- Hércules de Alicante Club de Fútbol (1965-1967)
- Burgos Club de Fútbol (1967-1968)

## Títulos
- Copa del Generalísimo (1960-1961)
- Recopa (1961-1962)